# Ватутино (Харьковская область)
Ватутино (укр. Ватутіне), с 1947  — Ватутино (укр. Ватутіне) — село, Ватутинский сельский совет, Нововодолажский район, Харьковская область, Украина.
Является административным центром Ватутинского сельского совета, в который, кроме того, входит село Ольховатка.

## Географическое положение
Село Ватутино находится на расстоянии в 2 км от правого берега реки Мжа в месте впадения в неё реки Ольховатка.
От реки село отделяет лесной массив.
Выше по течению примыкает село Ольховатка,
ниже по течению на расстоянии в 2 км расположено село Селекционное (Харьковский район),
на противоположном берегу — село Ракитное.
К селу примыкает село Кринички (Харьковский район).

## История
- Посёлок был построен после Второй мировой войны и назван именем советского военачальника, генерала Николая Ватутина, смертельно раненного бойцами УПА в 1944 году.
- В 1992 году в посёлке действовали хлебная база № 64 и рыбокоптильный цех.
- По переписи 2001 года население составляло 1273 человека.
- 27 марта 2009 был изменён статус с посёлка на село[4].
- Здесь находится учебный центр оперативно-спасательной службы гражданской защиты ГСЧС Украины[5]
- В 2023 году Комитет Верховной рады по вопросам организации власти[укр.] начал рассматривать возможность переименовать село в Залужное — в честь главнокомандующего Вооруженными силами Украины Валерия Залужного[6].

## Экономика
- Акционерное сельскохозяйственное предприятие «Ольховатка».
- Частная фирма «Полюс-95».
- Агрофирма «Украина новая» (бывшая хлебная база № 84).

## Объекты социальной сферы
- Детский сад.
- Музыкальная школа
- Школа.
- Сельская врачебная амбулатория

## Транспорт
Через село проходят две железнодорожные ветки, ближайшие станции Ордовка, 8 км и Езерская.
Рядом проходит автомобильная дорога М-18 (E 108).

## Достопримечательности
- Братская могила советских воинов. Похоронено 15 павших воинов.
- Памятник генералу Ватутину (памятная стела), скульптор Александр Сорудейкин, октябрь 2012 года.